# Proisotoma alpa
Proisotoma alpa är en urinsektsart som beskrevs av Christiansen och Bellinger 1980. Proisotoma alpa ingår i släktet Proisotoma och familjen Isotomidae. Inga underarter finns listade i Catalogue of Life.